# Karl Häußler
Karl Häußler (* 5. Oktober 1930 in Ehrenstein) ist ein deutscher Politiker (CSU).
Häußler besuchte die Volks- und Fachschule und war lange Jahre bei der Deutschen Bundesbahn in verschiedenen Ämtern und Dienststellen tätig. Nach einem berufsbegleitenden Studium an der Württembergischen Verwaltungs- und Wirtschaftsakademie und dem Abschluss mit dem Wirtschaftsdiplom war er als Betriebswirt Leiter des Kassen-, Finanz- und Personaldiensts bei der Handwerkskammer Ulm.
Häußler war von 1971 bis 1974 hauptamtlicher Bürgermeister der Gemeinde Nersingen, Mitglied des Kreistags und Mitarbeiter der freien und verbandsinternen Erwachsenenbildung. Von 1974 bis 1986 war er Mitglied des Bayerischen Landtags.